# Méobecq
Méobecq ist eine französische Gemeinde mit 366 Einwohnern (Stand: 1. Januar 2022) im Département Indre in der Region Centre-Val de Loire; sie gehört zum Arrondissement  Châteauroux und zum Kanton Saint-Gaultier (bis 2015: Kanton Buzançais). Die Einwohner werden Méobécquois genannt.

## Geographie
Méobecq liegt etwa 18 Kilometer westsüdwestlich von Châteauroux am Fluss Yoson. Sein Zufluss Rossignol durchquert das Gemeindegebiet. Umgeben wird Méobecq von den Nachbargemeinden Vendœuvres im Norden und Westen, Neuillay-les-Bois im Osten und Nordosten sowie Migné im Südwesten.

## Bevölkerungsentwicklung
| Jahr                      | 1962 | 1968 | 1975 | 1982 | 1990 | 1999 | 2006 | 2013 |
| Einwohner                 | 501  | 482  | 443  | 439  | 402  | 362  | 366  | 358  |
| Quelle: Cassini und INSEE |      |      |      |      |      |      |      |      |

## Sehenswürdigkeiten
- Klosterkirche Saint-Pierre aus dem 11. Jahrhundert

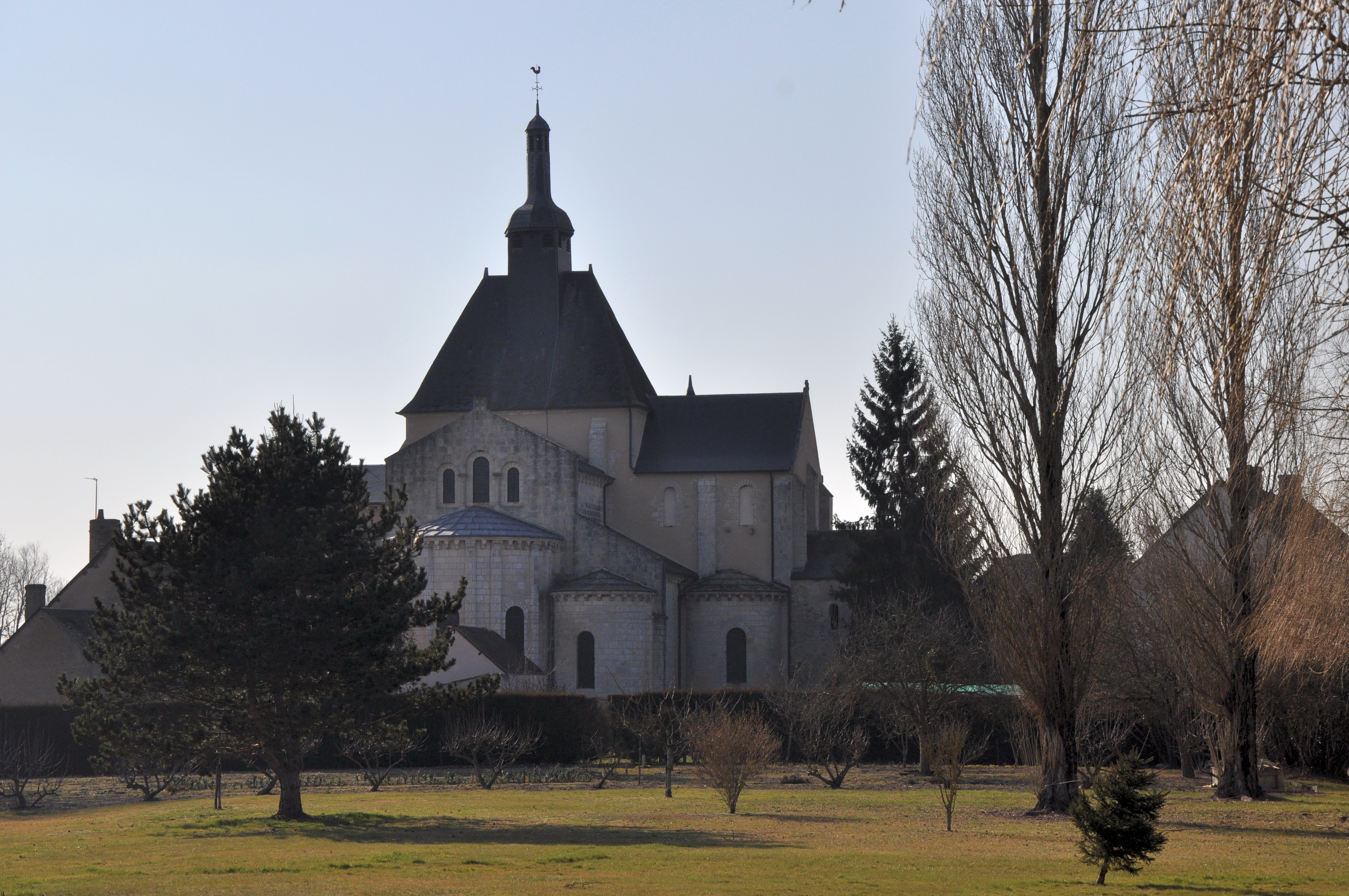
Kirche Saint-Pierre